# Trygetus riyadhensis
Trygetus riyadhensis är en spindelart som beskrevs av Ono och Rudy Jocqué 1986. Trygetus riyadhensis ingår i släktet Trygetus och familjen Zodariidae. Inga underarter finns listade i Catalogue of Life.